# Бронетанковый корпус Пакистана
Бронетанковый корпус (урду ﺁرمرڈ كور‎) — род войск сухопутных войск Пакистана. Корпус, оснащен более чем 3742 танками, имеет штаб-квартиру в гарнизонном городе Новшера, Хайбер-Пахтунхва. Корпус имеет только административный контроль над входящими в его состав полками. Полки развёрнуты в нескольких полевых соединениях, включая две бронетанковые дивизии, две механизированные дивизии и несколько отдельных бронетанковых бригад.
Корпус ведет свою историю с сентября 1773 года, когда в Британской Индии было сформировано его старейшее кавалерийское подразделение — Телохранители генерал-губернатора (англ. Governor General's Bodyguard). В составе корпуса имеется ряд подразделений, которые прославились в многочисленных войнах и сражениях в составе Британской индийской армии, в том числе в двух мировых войнах. Во времена независимости Пакистан унаследовал шесть бронетанковых полков от старой Британской индийской армии.
С тех пор корпус расширился до более чем 40 полков. Многие из этих новых полков также заслужили боевую славу за свои действия в войнах с Индией. Корпус сыграл незначительную роль в 1947—1948 гг. и большую роль в войнах с Индией 1965 и 1971 гг. Позже корпус сыграл решающую роль в сдерживании, когда пакистанская армия неоднократно мобилизовывалась перед лицом различных индийских укреплений на границе. К ним относятся операции «Брастакс» в 1986—1987 гг. и «Паракрам» в 2001—2002 гг. Корпус также принимал участие в операции «Зарб-э-Азб» против террористических групп на северо-западе Пакистана.
Корпус имеет основное присутствие вдоль индийско-пакистанской границы и незначительное присутствие вдоль афгано-пакистанской границы.

## Полки
- Телохранители президента
- 4-й кавалерийский полк
- 5-й конный полк
- 6-й уланский полк
- 7-й уланский полк
- 8-й кавалерийский полк
- 9-й конный полк
- Разведывательный кавалерийский полк
- 11-й кавалерийский полк
- 12-й кавалерийский полк
- 13-й уланский полк
- 14-й уланский полк
- 15-й уланский полк
- 16-й конный полк
- 17-й уланский полк
- 18-й конный полк
- 19-й уланский полк
- 20-й уланский полк
- 21-й конный полк
- 22-й кавалерийский полк
- 23-й кавалерийский полк
- 24-й кавалерийский полк
- 25-й кавалерийский полк
- 26-й кавалерийский полк
- 27-й кавалерийский полк
- 28-й кавалерийский полк
- 29-й кавалерийский полк
- 30-й кавалерийский полк
- 31-й кавалерийский полк
- 32-й кавалерийский полк
- 33-й кавалерийский полк
- 34-й уланский полк
- 35-й кавалерийский полк
- 36-й кавалерийский полк
- 37-й кавалерийский полк
- 38-й кавалерийский полк
- 39-й кавалерийский полк
- 40-й конный полк
- 41-й конный полк
- 42-й уланский полк
- 43-й кавалерийский полк
- 44-й кавалерийский полк
- 45-й конный полк
- 47-й кавалерийский полк
- 51-й уланский полк
- 52-й кавалерийский полк
- 53-й кавалерийский полк
- 54-й кавалерийский полк
- 55-й кавалерийский полк
- 56-й кавалерийский полк
- 57-й кавалерийский полк
- 58-й кавалерийский полк

## Вооружение
Полки Бронетанкового корпуса на 2023 год оснащены следующими основными боевыми танками:
- 125-мм Haider[11];
- 125-мм Аль-Халид (MBT 2000);
- 125-мм Аль-Халид I;
- 125-мм Т-80УД;
- 125-мм Type-85-IIAP;
- 125-мм Аль-Заррар;
- 100-мм Type-69-IIA;
- 100-мм ZTZ-59